# Lème
Lème es una comuna francesa de la región de Aquitania en el departamento de Pirineos Atlánticos.
El topónimo Lème fue mencionado por primera vez en el año 1538 con el nombre de Lema.

## Demografía
| 245 | 295 | 340 | 374 | 420 | 436 | 449 | 413 | 392 | 384 | 361 | 354 | 343 | 374 | 365 | 324 | 304 | 263 | 303 | 289 | 284 | 240 | 239 | 220 | 229 | 207 | 181 | 170 | 154 | 157 | 140 | 134 | 152 | 138 |
| Para los censos de 1962 a 1999 la población legal corresponde a la población sin duplicidades (Fuente: INSEE [Consultar]) |     |     |     |     |     |     |     |     |     |     |     |     |     |     |     |     |     |     |     |     |     |     |     |     |     |     |     |     |     |     |     |     |     |